# St.-Veit-Denkmal

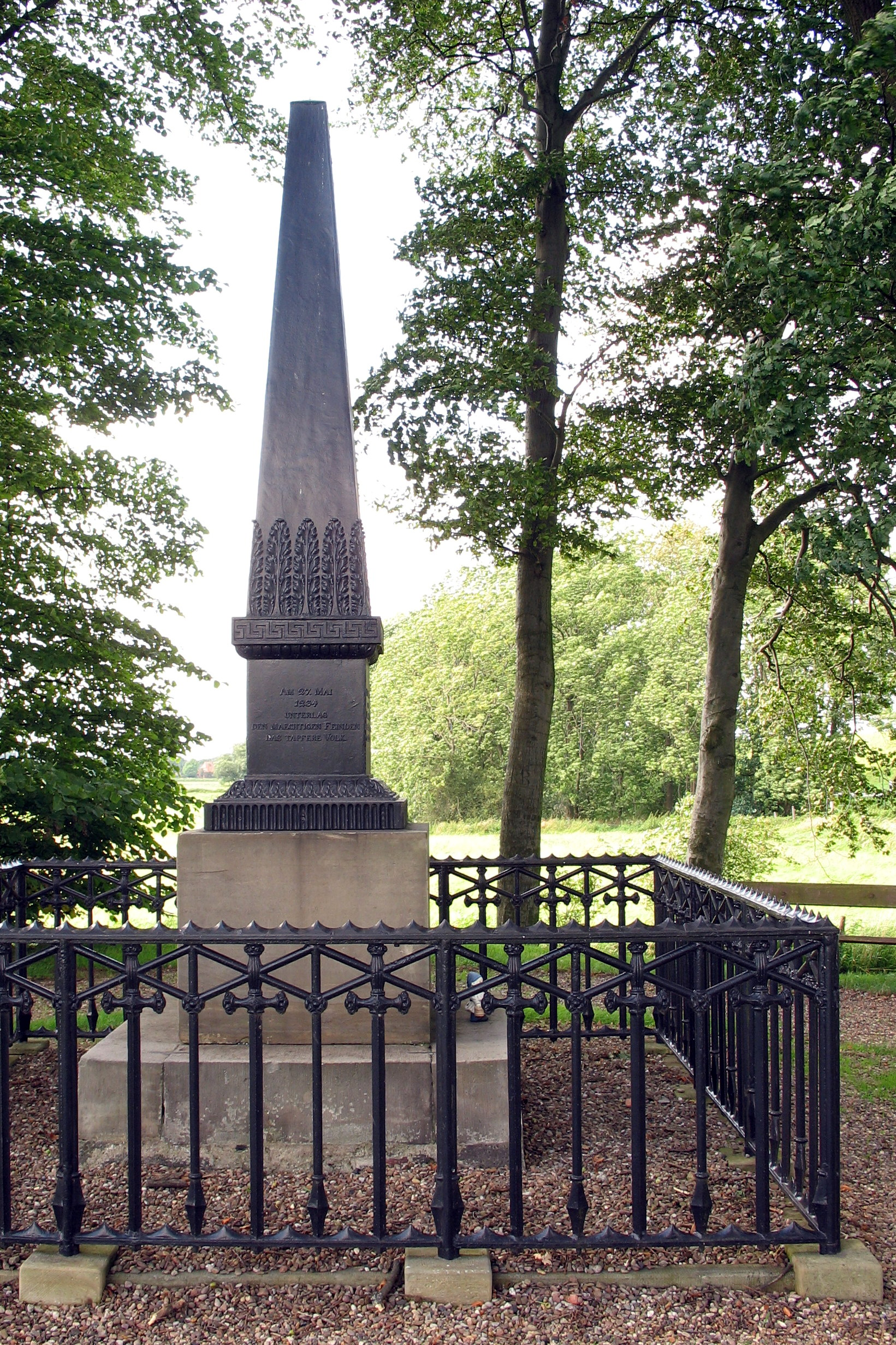
St.-Veit-Denkmal in Altenesch

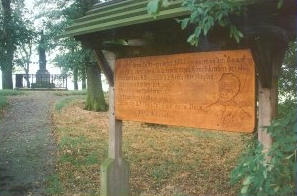
Denkmal mit Informationstafel aus dem Jahr 1984

Das St.-Veit-Denkmal ist ein gusseisernes Denkmal auf dem St.-Veit-Hügel an der Landstraße 875 in Altenesch bei Lemwerder im Landkreis Wesermarsch. Es wurde am 27. Mai 1834 durch Pastor Gerhard Steinfeld  an der Stelle einer verfallenen Kapelle auf dem ehemaligen Schlachtfeld der Schlacht bei Altenesch 1234 eingeweiht. Es ist dem Schutzheiligen St. Veit gewidmet.
Es erhielt den Beinamen „Stedingsehre“ in Bezug auf den Stedingerkrieg. Es enthält die Inschrift: „Den im Kampfe für Freiheit und Glauben auf diesem Schlachtfelde gefallenen Stedingern. Am 27. Mai 1234 unterlag den mächtigen Feinden das tapfere Volk.
Bolko von Bardenfleth, Thammo von Huntorp, Detmar vom Dieke fielen mit ihren Brüdern.
Am Jahrestag der Schlacht 1834 geweihet von späten Nachkommen.“
Zehn Kilometer entfernt befindet sich die 100 Jahre später errichtete NS-Kultstätte „Thingplatz Stedingsehre“ in Bookholzberg.